# Flook (banda)
Flook és una banda anglo-irlandesa que toca música instrumental d'estil tradicional, gran part escrita per la mateixa banda. La seva música es caracteritza per una flauta i un xiulet extremadament ràpids, de vegades percussius, sobre ritmes complexos de guitarra i bodhrán. Flook està formada per Brian Finnegan, Sarah Allen, Ed Boyd i John Joe Kelly.

## Història
La banda es va formar l'any 1995, originalment per Becky Morris, amb tres amics flautistes Sarah Allen, Brian Finnegan i Michael McGoldrick, (que van marxar el 1997 per unir-se a Capercaillie). La banda va ser coneguda breument com Three Nations Flutes.
La 10a gira de Flook va incloure un concert a la Purcell Room (el dia 7 novembre de 2005) com a part d'una setmana de "Folk in the Fall" al South Bank de Londres i una altra a la nova sala de concerts Sage Gateshead a la riba sud del riu Tyne el 10 de novembre de 2005. El seu tercer àlbum d'estudi, Haven, va ser llançat l'octubre de 2005.
El desembre de 2008 la banda va enviar un missatge de Nadal dient que s'estaven dissolent. "Volíem desitjar-vos un molt Bon Nadal i també compartir algunes notícies amb vosaltres", va dir un comunicat de premsa de la banda. "Després de més de 13 anys, centenars de concerts, milions de quilòmetres recorreguts junts i innombrables moments brillants, hem decidit fer-ho un dia. Pot ser que sigui per sempre o una pausa prolongada, qui sap, però tots continuem sent genials amics i ho seguirà sent sempre. Això pot semblar un tòpic, però és profundament verídic".
El grup es va reformar breument per a una aparició al programa de la BBC d'Irlanda del Nord, Blas Ceoil i es va tornar a reunir el 2013. Van tornar a actuar en directe amb regularitat, recorrent el món amb crítiques musicals entusiastes: van portar el seu so distingible a grans escenaris com el Kings Place de Londres, el "Soma Festival" de Belfast, el Teatre Bolshoi de Moscou i el "Star Pine's cafe" a Tòquio.
El divendres 12 de gener de 2018, el grup va publicar una foto d'ells mateixos, amb el títol "És un any nou i estem a Bath (Regne Unit) assajant noves cançons", va informar Lynette Fay al Folk Club de BBC Radio Ulster el 14 de gener. 2018, que va descriure la banda com "icònica, innovadora, progressiva i brillant a tot arreu".
L'àlbum més recent de Flook, "Ancora", es va publicar el 12 d'abril de 2019. Folk Radio UK va elogiar l'àlbum, escrivint "les expectatives més que complertes, simplement un àlbum brillant". Bright Young Folk va escriure que "«Ancora» és el cim més alt de la seva carrera de més de vint anys".

## Membres de la banda
- Sarah Allen toca la flauta, la flauta alt i l'acordió. També ha estat membre de Barely Works, Bigjig, The Happy End Big Band i The Waterboys.
- Brian Finnegan toca flautes de fusta, xiulet baix i xiulet de llauna. Ha estat membre de Upstairs in a Tent (originalment Gan Ainm), Maalstroom, Aquarium i KAN.[4]
- Ed Boyd toca la guitarra i el bouzouki. Es va convertir en membre permanent de Lunasa el 2012.[5] És un antic membre de Red Ciel.
- John Joe Kelly toca el bodhrán i la mandolina. També ha treballat amb Altan i Paul Brady i és músic de sessió.
- Damien O'Kane es va unir temporalment a la banda el 2008, tocant el banjo i la guitarra tenor, així com cantant.
- Michael McGoldrick, toca la flauta de fusta, el xiulet baix, els tubs uilleann i el tin whistle, va deixar Flook el 1997 per unir-se a Capercaillie.

## Discografia
Àlbums
- Flook! Live! (1996) Small CD 9405
- Flatfish (1999) Flatfish Records 002CD
- Rubai (2002) Flatfish Records 004CD
- Haven (2005) Flatfish Records 005CD
- Ancora (2019) Flatfish Records 006CD

Artista col·laborador
- The Rough Guide to Irish Music (1996)

## Actuacions (selecció)
- Celtic Connections, Glasgow
- Bath Folk Festival, Bath
- Festival de Wickham, Wickham
- Música folk i celta irlandesa, Balve
- Kings Place, Londres
- Teatre Bolxoi, Moscou
- Soma Festival, Belfast
- Sidmouth Folk Festival, Sidmouth
- Star Pine's Cafe, Tòquio
- Cambridge Folk Festival, Cambridge
- Irish night, Pagazzano